# 朗玩
株式会社朗玩（简称“朗玩”）是一家经营保龄球馆、电子游戏厅、KTV娱乐场所的公司，总部位于大阪府大阪市中央区。
截至2023年12月底，在日本有100家门店，在美国有48家门店。 该公司计划到2025年在美国开设100家门店的目标，未来门店数量预计还会增加。 
朗玩在中国广州、深圳、上海、南京各有一家门店。

## 概述
朗玩起源于杉野公彦父亲的公司，该公司在生产棉纱的同时，还经营保龄球馆。1980年12月，杉野兴产株式会社在大阪府泉南市成立，接管了父亲经营的封闭式轮滑场，并在泉大津市开设了首个轮滑场。1982年，公司增加了保龄球道。到了1988年，又增设了10条滑道，随后关闭了轮滑场。1990年，公司在堺市租用了一个保龄球道，开设了第二家门店，并将保龄球和游艺娱乐场结合在一起运营。
1993年3月，杉野等人共同出资创建了株式会社朗玩（原公司）。次年，也就是1994年6月，第一家“Round One”店铺在仙北市正式开业。同年8月，仙北店开业后不久，杉野兴产收购了Round One的全部股份，使其成为自己的全资子公司。1994年12月，杉野兴产与株式会社朗玩（原公司）进行了合并，合并后的存续公司正式更名为株式会社朗玩（新公司）。随后，株式会社朗玩（新公司）于1997年8月在大阪证券交易所第二部上市，并于1998年12月在东京证券交易所第二部上市。到了1999年9月，该公司被指定为东京证券交易所/大阪第一部股票，并在2015年开始在东京证券交易所第一部上市。
自2000年代末以来，面对全球金融危机和经济衰退的挑战，该公司采取了扩张战略，并积极减少有息债务，以加强财务状况。例如，原计划于2011年3月收购并扩建原梅田店场地的（新）梅田店，在开业前就已将场地和建筑出售，并重新签订了与旧梅田店相同的租赁协议。此外，公司还在考虑将部分现有门店转为出售后的回租管理模式，以优化经营策略。
所有商店均设有保龄球馆，以及台球、乒乓球等体育娱乐设施、KTV、游乐园等。还设有配备了“Spotcha”的体育场商店，可以在规定的时间内自由地玩多个游乐设施。自2014年起，不仅卡拉OK楼层引入了饮料吧，游乐、保龄球、茶饮等楼层也引入了饮料吧。
游戏费用可以通过现金、信用卡、WAON、nanaco、Rakuten Edy、QUICPay、iD、交通IC卡 （不能使用PiTaPa ）、二维码支付（Rakuten Pay、PayPay、LINE Pay、Merpay （页面存档备份，存于）支付)・d支付、origami Pay、au Pay、微信支付、支付宝)可以使用 。
公司计划于2024年4月1日转型为控股公司制。日本业务预定由2023年4月6日成立的Round One Japan Co., Ltd.通过吸收式公司分拆继承。 